# Susan Sontag
Susan Sontag (Nova Iorque,16 de janeiro de 1933 - 28 de dezembro de 2004) foi uma premiada escritora, ensaísta, cineasta, filósofa, professora, crítica de arte e ativista dos Estados Unidos. Escreveu extensivamente sobre fotografia, cultura e mídia e atuou nas causas anti-guerra, em prol dos direitos humanos e campanhas sobre a AIDS. Além de posicionada ideologicamente no campo da esquerda, Sontag era bissexual. Seus ensaios normalmente repercutiam bastante e ela foi descrita como "uma das críticas mais influentes de sua geração".

## Biografia
Graduou-se na Universidade de Harvard. Escreveu, sobretudo, ensaios, mas também publicou romances. Sua primeira grande obra foi o ensaio Notes on 'Camp', em 1964. Suas obras mais conhecidas são Contra a interpretação (1966), A vontade radical (1968), Sobre a Fotografia (1977), A doença como metáfora (1978), bem como as obras de ficção The Way We Live Now (1986), The Volcano Lover (1992) e In America (1999), pelo qual recebeu em 2000 um dos mais importantes prémios do seu país, o National Book Award.
Teve intensa participação em periódicos, publicando artigos em revistas como The New Yorker e The New York Review of Books e no jornal The New York Times.
Também é conhecida por seu ativismo, tendo viajado para áreas de conflito, incluindo a Guerra do Vietnã e o Cerco de Sarajevo. Escreveu extensivamente sobre fotografia, cultura e mídia, AIDS e doenças, direitos humanos. Foi descrita como "uma das críticas mais influentes de sua geração".
Em um de seus últimos artigos, publicado em maio de 2004 no jornal The New York Times, Sontag afirmou que "a história recordará a Guerra do Iraque pelas fotografias e vídeos das torturas cometidas pelos soldados americanos na prisão de Abu Ghraib".
Faleceu aos 71 anos de idade de síndrome mielodisplásica seguida de uma leucemia mielóide aguda em 28 de dezembro de 2004.

## Percurso
Sontag nasceu com o nome Susan Rosenblatt na cidade de Nova Iorque, filha do judeu norte-americano Jack Rosenblatt e sua esposa, Mildred Jacobsen, ambos judeus de ascendência lituana e polonesa. Seu pai administrava um negócio de comércio de peles na China, onde morreu de tuberculose em 1939, quando Susan tinha cinco anos. Sete anos depois, a mãe de Sontag casou-se com o capitão do Exército dos EUA, Nathan Sontag. Susan e sua irmã, Judith, aderiram ao sobrenome do padrasto, embora ele não as tenha adotado formalmente. Sontag não teve uma educação religiosa e disse que não entrou em uma sinagoga até meados dos 20 anos.
Sontag morou em Long Island, Nova York, depois em Tucson, Arizona, e mais tarde em San Fernando Valley, no sul da Califórnia, onde se formou na North Hollywood High School aos 15 anos. Ela começou seus estudos de graduação na Universidade da Califórnia, Berkeley, mas transferiu-se para a Universidade de Chicago. Em Chicago, se dedicou aos estudos de filosofia, história antiga e literatura. Ela se formou Bacharel em Artes aos 18 anos e foi eleita para Phi Beta Kappa. Enquanto estava em Chicago, se tornou amiga do então colega estudante Mike Nichols. Em 1951, seu trabalho foi publicado pela primeira vez na edição de inverno da Chicago Review.
Apesar de ter se tornado consciente da sua atração por mulheres no início da adolescência, casou-se aos 17 com Philip Rieff em Chicago após um namoro de dez dias. O casamento duraria oito anos, durante os quais ela trabalhou no ensaio Freud: The Mind of the Moralist que seria atribuído unicamente a Philip Rieff como acordo no divórcio que ocorreu entre ambos em 1958. O casal teve um filho, David Rieff, que seria mais tarde editor da obra da mãe Farrar, Straus and Giroux, e escritor ele próprio.
Em 1952 e 1953, Sontag seria professora de inglês na Universidade de Connecticut. Também frequentou a Universidade de Harvard para a pós-graduação, inicialmente estudando literatura com Perry Miller e Harry Levin, antes de entrar na filosofia e teologia com Paul Tillich, Jacob Taubes, Raphael Demos e Morton White. Depois de completar Mestrado em filosofia, Sontag iniciou sua pesquisa de doutorado em metafísica, ética, filosofia grega e filosofia continental, e teologia na mesma instituição.
O filósofo Herbert Marcuse viveu com Sontag e Rieff durante um ano enquanto escrevia Eros and Civilization.
Premiada com uma bolsa de estudos da American Association of University Women's para o ano acadêmico de 1957-1958 no St Anne's College, na Universidade de Oxford, teve aulas com Iris Murdoch, Stuart Hampshire, A. J. Ayer e H. L. A. Hart, enquanto também participava dos seminários B. Phil de J. L. Austin e das palestras de Isaiah Berlin. Apesar da bolsa, se transfere para a Universidade de Paris (a Sorbonne). Em Paris, Sontag encontrou artistas e acadêmicos expatriados, incluindo Allan Bloom, Jean Wahl, Alfred Chester, Harriet Sohmers e María Irene Fornés.
Ela se mudou para Nova York em 1959 para viver com Fornés pelos próximos sete anos, recuperando a custódia de seu filho e lecionando em universidades enquanto sua reputação literária crescia.

### Ficção
| Ano  | Título original      | Título no Brasil    | Título em Portugal |
| ---- | -------------------- | ------------------- | ------------------ |
| 1963 | The Benefactor       |                     |                    |
| 1967 | Death Kit            |                     |                    |
| 1977 | I, etcetera (contos) |                     |                    |
| 1991 | The Way We Live Now  | Assim vivemos agora | –                  |
| 1992 | The Volcano Lover    | O amante do vulcão  | O amante do vulcão |
| 1999 | In America           | Na América          | Na América         |
| 2017 | Stories              |                     | Histórias          |

### Não ficção

#### Ensaios
| Ano  | Título original          | Título no Brasil       | Título em Portugal |
| ---- | ------------------------ | ---------------------- | ------------------ |
| 1966 | Against Interpretation   | Contra a interpretação |                    |
| 1969 | Styles of Radical Will   | A vontade radical      |                    |
| 1980 | Under the Sign of Saturn | Sob o signo de Saturno |                    |
| 2001 | Where the Stress Falls   | Questão de ênfase      |                    |

#### Monografias
| Ano  | Título original                     | Título no Brasil                                                                                      | Título em Portugal              |
| ---- | ----------------------------------- | --- | ------------------------------- |
| 1977 | On Photography                      | Ensaios sobre a fotografia (Arbor, edição original) Sobre fotografia (Companhia das Letras, reedição) | Ensaios sobre fotografia        |
| 1978 | Illness as Metaphor                 | A doença como metáfora (Graal, edição original) Doença como metáfora (Companhia das Letras, reedição) | A doença como metáfora          |
| 1988 | AIDS and Its Metaphors              | AIDS e suas metáforas                                                                                 | A Sida e as suas metáforas      |
| 2003 | Regarding the Pain of Others        | Diante da dor dos outros                                                                              | Olhando o sofrimento dos outros |
| 2007 | At the Same Time: Essays & Speeches | Ao mesmo tempo                                                                                        | Ao mesmo tempo                  |

#### Outros
| Ano  | Título original                                                           | Título no Brasil  | Título em Portugal                         |
| ---- | ------------------------------------------------------------------------- | ----------------- | ------------------------------------------ |
| 2008 | Reborn: Journals and Notebooks 1947–1963                                  | Diários (1947–63) | Renascer: diários e apontamentos 1947–1963 |
| 2012 | As Consciousness Is Harnessed to Flesh: Journals and Notebooks, 1964–1980 |                   |                                            |